# Die Siebtelbauern
Die Siebtelbauern (bra Os Herdeiros) é um filme de drama austríaco de 1998 dirigido e escrito por Stefan Ruzowitzky.
Rebatizado em inglês como The Inheritors, foi selecionado como representante da Áustria à edição do Oscar 1999, organizada pela Academia de Artes e Ciências Cinematográficas.[carece de fontes?]

## Elenco
- Simon Schwarz - Lukas Lichtmeß
- Sophie Rois - Emmy
- Lars Rudolph - Severen
- Tilo Prückner - Großknecht
- Ulrich Wildgruber - Danninger